# Grand Prix San Marina 1997
Grand Prix San Marina 1997 (XVII Gran Premio Warsteiner di San Marino), 4. závod 48. ročníku mistrovství světa jezdců Formule 1 a 39. ročníku poháru konstruktérů, historicky již 601. grand prix, se již tradičně odehrála na okruhu Autodromo Enzo e Dino Ferrari.

## Výsledky

### Kvalifikace
| Pořadí | Číslo | Jezdec                | Konstruktér       | Čas      | Odstup |
| ------ | ----- | --------------------- | ----------------- | -------- | ------ |
| 1      | 3     | Jacques Villeneuve    | Williams-Renault  | 1:23.303 |        |
| 2      | 4     | Heinz-Harald Frentzen | Williams-Renault  | 1:23.646 | +0.343 |
| 3      | 5     | Michael Schumacher    | Ferrari           | 1:23.955 | +0.652 |
| 4      | 14    | Olivier Panis         | Prost-Mugen-Honda | 1:24.075 | +0.772 |
| 5      | 11    | Ralf Schumacher       | Jordan-Peugeot    | 1:24.081 | +0.778 |
| 6      | 12    | Giancarlo Fisichella  | Jordan-Peugeot    | 1:24.596 | +1.293 |
| 7      | 16    | Johnny Herbert        | Sauber-Petronas   | 1:24.723 | +1.420 |
| 8      | 9     | Mika Häkkinen         | McLaren-Mercedes  | 1:24.812 | +1.509 |
| 9      | 6     | Eddie Irvine          | Ferrari           | 1:24.862 | +1.558 |
| 10     | 10    | David Coulthard       | McLaren-Mercedes  | 1:25.077 | +1.774 |
| 11     | 8     | Gerhard Berger        | Benetton-Renault  | 1:25.371 | +2.068 |
| 12     | 17    | Nicola Larini         | Sauber-Petronas   | 1:25.554 | +2.241 |
| 13     | 22    | Rubens Barrichello    | Stewart-Ford      | 1:25.579 | +2.276 |
| 14     | 7     | Jean Alesi            | Benetton-Renault  | 1:25.729 | +2.426 |
| 15     | 1     | Damon Hill            | Arrows-Yamaha     | 1:25.743 | +2.440 |
| 16     | 23    | Jan Magnussen         | Stewart-Ford      | 1:26.192 | +2.889 |
| 17     | 2     | Pedro Diniz           | Arrows-Yamaha     | 1:26.253 | +2.950 |
| 18     | 15    | Šindži Nakano         | Prost-Mugen-Honda | 1:26.712 | +3.409 |
| 19     | 19    | Mika Salo             | Tyrrell-Ford      | 1:26.852 | +3.549 |
| 20     | 21    | Jarno Trulli          | Minardi-Hart      | 1:26.960 | +3.657 |
| 21     | 18    | Jos Verstappen        | Tyrrell-Ford      | 1:27.428 | +4.125 |
| 22     | 20    | Ukjó Katajama         | Minardi-Hart      | 1:28.727 | +5.424 |

### Závod
| Pořadí | Číslo | Jezdec                | Konstruktér       | Kola | Čas/odstoupení     | Start | Body |
| ------ | ----- | --------------------- | ----------------- | ---- | ------------------ | ----- | ---- |
| 1      | 4     | Heinz-Harald Frentzen | Williams-Renault  | 62   | 1:31:00.673        | 2     | 10   |
| 2      | 5     | Michael Schumacher    | Ferrari           | 62   | +1.237             | 3     | 6    |
| 3      | 6     | Eddie Irvine          | Ferrari           | 62   | +1:18.343          | 9     | 4    |
| 4      | 12    | Giancarlo Fisichella  | Jordan-Peugeot    | 62   | +1:23.388          | 6     | 3    |
| 5      | 7     | Jean Alesi            | Benetton-Renault  | 61   | +1 kolo            | 14    | 2    |
| 6      | 9     | Mika Häkkinen         | McLaren-Mercedes  | 61   | +1 kolo            | 8     | 1    |
| 7      | 17    | Nicola Larini         | Sauber-Petronas   | 61   | +1 kolo            | 12    |      |
| 8      | 14    | Olivier Panis         | Prost-Mugen-Honda | 61   | +1 kolo            | 4     |      |
| 9      | 19    | Mika Salo             | Tyrrell-Ford      | 60   | +2 kola            | 19    |      |
| 10     | 18    | Jos Verstappen        | Tyrrell-Ford      | 60   | +2 kola            | 21    |      |
| 11     | 20    | Ukjó Katajama         | Minardi-Hart      | 59   | +3 kola            | 22    |      |
| Ret    | 2     | Pedro Diniz           | Arrows-Yamaha     | 53   | Převodovka         | 17    |      |
| Ret    | 3     | Jacques Villeneuve    | Williams-Renault  | 40   | Převodovka         | 1     |      |
| Ret    | 10    | David Coulthard       | McLaren-Mercedes  | 38   | Motor              | 10    |      |
| Ret    | 22    | Rubens Barrichello    | Stewart-Ford      | 32   | Motor              | 13    |      |
| Ret    | 16    | Johnny Herbert        | Sauber-Petronas   | 18   | Elektronika        | 7     |      |
| Ret    | 11    | Ralf Schumacher       | Jordan-Peugeot    | 17   | Převody            | 5     |      |
| Ret    | 15    | Šindži Nakano         | Prost-Mugen-Honda | 11   | Kolize             | 18    |      |
| Ret    | 1     | Damon Hill            | Arrows-Yamaha     | 11   | Kolize             | 15    |      |
| Ret    | 8     | Gerhard Berger        | Benetton-Renault  | 4    | Spojené království | 11    |      |
| Ret    | 23    | Jan Magnussen         | Stewart-Ford      | 2    | Vyjetí z trati     | 16    |      |
| DNS    | 14    | Jarno Trulli          | Minardi-Hart      | 0    | Převodovka         | 20    |      |

## Průběžné pořadí šampionátu
Pohár jezdců
| Pořadí | Jezdec                | Body |
| ------ | --------------------- | ---- |
| 1      | Jacques Villeneuve    | 20   |
| 2      | Michael Schumacher    | 14   |
| 3      | Heinz-Harald Frentzen | 10   |
| 4      | David Coulthard       | 10   |
| 5      | Eddie Irvine          | 10   |

Pohár konstruktérů
| Pořadí | Konstruktér      | Body |
| ------ | ---------------- | ---- |
| 1      | Williams-Renault | 30   |
| 2      | Ferrari          | 24   |
| 3      | McLaren-Mercedes | 20   |
| 4      | Benetton-Renault | 13   |
| 5      | Jordan-Peugeot   | 7    |